# Pamhagen
Pamhagen (del húngaro: Pomogy) es una ciudad localizada en el Distrito de Neusiedl am See, estado de Burgenland, Austria.
- Datos: Q662320
- Multimedia: Pamhagen / Q662320

1. ↑  Worldpostalcodes.org, código postal n.º 7152.